# National Highway 21
National Highway 21 (NH 21) ist eine Hauptfernstraße im Nordwesten des Staates Indien mit einer Länge von 323 Kilometern. Sie beginnt in Chandigarh im gleichnamigen Unionsterritorium am NH 22 und führt nach 24 km durch dieses Unionsterritorium weitere 67 km durch den benachbarten Bundesstaat Punjab. Schließlich führt sie weitere 232 km durch den Bundesstaat Himachal Pradesh über Mandi nach Manali. Dort schließt sich der Manali-Leh-Highway an, der weiter Richtung Norden bis nach Leh im Unionsterritorium Ladakh verläuft.